# Zeliónaia Rosxa (Aleksàndrovka)
|  | Per a altres significats, vegeu «Zeliónaia Rosxa». |

Zeliónaia Rosxa - Зелёная Роща (rus) - és un khútor del krai de Krasnodar, a Rússia. Es troba a les terres baixes de Kuban-Priazov, a la península de Ieisk, a la vora de la mar d'Azov. És a 14 km al sud-est de Ieisk i a 182 km al nord-oest de Krasnodar. Pertany al poble d'Aleksàndrovka